# Hassan Ben Nasr
Hassen Ben Nasser (16 de diciembre de 1986) es un ciclista tunecino. 

## Palmarés
| 2007 - 1 etapa del Tour de la Mancha - Tour de la Farmacia Central de Túnez - Tour des Aéroports, más 2 etapas 2007 - 3.º en el Campeonato de Túnez en Ruta - Tour de la Farmacia Central de Túnez, más 2 etapas - 2 etapa del Tour des Aéroports - UCI Africa Tour 2008 - Campeonato de Túnez en Ruta - 2 etapa del Tour de la Farmacia Central de Túnez 2011 - 3.º en el Campeonato de Túnez en Ruta 2012 - Campeonato de Túnez Contrarreloj - Campeonato de Túnez en Ruta | 2013 - 3.º en el Campeonato de Túnez Contrarreloj 2014 - Campeonato de Túnez Contrarreloj 2015 - 3.º en el Campeonato de Túnez Contrarreloj 2016 - 3.º en el Campeonato de Túnez Contrarreloj 2017 - 3.º en el Campeonato de Túnez en Ruta - 3.º en el Campeonato de Túnez Contrarreloj 2019 - 2.º en el Campeonato de Túnez Contrarreloj - Campeonato de Túnez en Ruta |